# Criteriile de la Maastricht
Criteriile de convergență, cunoscute și ca Criteriile de la Maastricht, sunt criteriile pe care statele membre ale Uniunii Europene sunt obligate să le întrunească cu scopul de a adera la cea de-a doua etapă a Uniunii Economice și Monetare, pentru a adopta moneda euro ca monedă oficială. Numele dat criteriilor provine de la Tratatul de la Maastricht, unde acestea au fost introduse pentru prima dată, fiind reluate în Tratatul de la Amsterdam.